# Kassai István (építész)
Kassai István (Kassa, 1430 körül – Buda ?, 1499 előtt) késői gótikus építész, szobrász.

## Életpályája
Kassa város építőmestereként dolgozott a Kassai dómon. 1464-ben Kassa város tanácsa őt ajánlotta a bártfaiaknak az épülő Szent Egyed-templom szentélyének beboltozására. A munkát el is végezte, a diadalív északi sarkának gyámkövére még az önarcképét is kifaragta, és  még 1472 előtt megépítette a különálló szentségházat is. 1470 körül Bártfára szállított szobrokat is.
1476-ban I. Mátyás király alkalmazta a diósgyőri vár kibővítési munkálatainál, s a budai királyi palotán is dolgozott. 1480-ban a kassai Erzsébet-templomon végzett közelebbről meg nem jelölt munkákat. Neki tulajdonítják a gölnicbányai szentségház, a Szepesi dóm Szapolyai kápolnáját, valamint a csütörtökhelyi kápolna építését is.
1486 után, feltehetően a király hívására Budára költözött, ahol polgárjogot szerzett.
1486 és 1492 között az ő irányítása alatt épült a Budaszentlőrinci pálos kolostor Szent Pál-kápolnája is.
Valószínűleg Budán halt meg 1499 előtt.